# Heterochondria crassicornis
Heterochondria crassicornis is een eenoogkreeftjessoort uit de familie van de Chondracanthidae. De wetenschappelijke naam van de soort is voor het eerst geldig gepubliceerd in 1837 door Kroyer.